# Динское сельское поселение
Динское сельское поселение — муниципальное образование в Динском районе Краснодарского края России.
В рамках административно-территориального устройства Краснодарского края ему соответствует Динской сельский округ.
Административный центр — станица Динская.

## География
Площадь поселения — 182,14 км².

## Население
| 2010    | 2012    | 2013    | 2014    | 2015    | 2016    | 2017    |
| ------- | ------- | ------- | ------- | ------- | ------- | ------- |
| 36 554  | ↗37 020 | ↗37 737 | ↗38 331 | ↗38 910 | ↗39 449 | ↗40 228 |
| 2018    | 2019    | 2020    | 2021    | 2023    |         |         |
| ↗40 610 | ↗41 017 | ↘40 991 | ↘37 908 | ↘37 341 |         |         |

## Населённые пункты
В состав сельского поселения (сельского округа) входят 2 населённых пункта:
| № | Населённый пункт | Тип населённого пункта | Население (чел.) |
| - | ---------------- | ---------------------- | ---------------- |
| 1 | Динская          | станица                | ↗36 576          |
| 2 | Украинский       | посёлок                | ↘1332            |